# Bam Bam Twist
Bam Bam Twist est un single de l' auteur-compositeur-interprète et chanteur italien Achille Lauro, publié le 18 juin 2020.
La chanson a vu la participation du DJ italien Gow Tribe et du duo Frenetik&Orang3 .
Elle a été certifiée double disque de platine en Italie.

## Clip vidéo
Le clip vidéo  est sorti le  1er juillet 2020 sur la chaîne YouTube du chanteur. Dans la vidéo, Lauro chante accompagnée d'un groupe queer et d'un couple d'amoureux qui dansent un twist comme dans le film Pulp Fiction . Les protagonistes qui animent le clip sont l'acteur italien Claudio Santamaria et sa femme Francesca Barra .

## Classement hebdomadaire
| Classement (2020) | Meilleure position |
| ----------------- | ------------------ |
| Italie iTunes     | 5                  |
| Italie FIMI       | 19                 |

| Classement (2020)  | Meilleure position |
| ------------------ | ------------------ |
| Chypre             | 12                 |
| Biélorussie        | 17                 |
| République Tchèque | 17                 |
| Luxembourg         | 26                 |
| Suisse             | 35                 |

| Classement (2020) | Position |
| ----------------- | -------- |
| Italie            | 47       |